# پاول مبوس
پاول مبوس (به آلمانی: Paul Mebus) بازیکن فوتبال و هافبک اهل آلمان است که از سال ۱۹۵۱ میلادی عضو تیم ملی فوتبال آلمان بوده‌است. وی در ۶ بازی ملی حضور داشته است و آخرین بازی ملی خود را در سال ۱۹۵۴ میلادی انجام داد. پاول مبوس در بازی‌های ملی‌اش گلی به ثمر نرساند.